# روبرت كاي غوردون
روبرت كاي غوردون، (1887-1973) كان باحثا إنجليزيًا متخصصا في الأدب الإنجليزي في العصور الوسطى وأوائل العصر الحديث، ومديرًا في جامعة ألبرتا في كندا.

## عنه
تخرج عام 1913 جامعتي تورونتو وأكسفورد، وأصبح مديرًا في جامعة ألبرتا. في عام 1936 عين رئيسا لقسم اللغة الإنجليزية هناك وأصبح زميلا في الجمعية الملكية الكندية. تولى في الأعوام 1943-1945 منصب عميد كلية الآداب والعلوم، وتقاعد من الجامعة في عام 1950..
اقتُبس غوردون على نطاق واسع في كتاب الكائنات الخيالية لخورخي لويس بورخيس، الذي ضمّن في المقدمة التي تصف الفاستيتوكالون اقتباساً مطولاً من كتاب غوردون "قصائد الحيوان الآنغلو ساكسونية".

## أعماله
نشر غوردون على نطاق واسع في مجال الأدب الإنجليزي، وتنوعت دراساته من الشعر الإنجليزي القديم وتشوسر إلى الروائيين الاسكتلنديين السير والتر سكوت وجون غالت.
باللغة الإنكليزية:
- 1918 (ed. with E. K. Broadus). English Prose from Bacon to Hardy. London. Anthology, available from the Internet Archive
- 1920. John Galt. Toronto. Available from the Internet Archive
- 1922. The Song of بيوولف. Translation into English prose. New York. Available from the Internet Archive
- 1925. والتر سكوت "Tales of a Grandfather". New York: Dutton.
- 1926. Anglo-Saxon Poetry. London and New York. Translations of selected Old English poems. Gordon's translation of The Seafarer available online.
- 1964 (ed.). The Story of Troilus: as told by Benoît de Sainte-Maure, Giovanni Boccaccio, Geoffrey Chaucer, Robert Henryson. New York: Dutton. Versions of the Troilus legend by Benoît de Sainte-Maure، جيوفاني بوكاتشيو، جيفري تشوسر and Robert Henryson